# The Ethereal Mirror
The Ethereal Mirror è il secondo album della band doom metal inglese Cathedral. Rispetto al precedente album, in questo si comincia a intravedere un cambiamento musicale che porta influenze stoner rock che caratterizzerà i lavori successivi. È stata pubblicata anche una versione con un CD bonus e il DVD Ethereal Reflections.

## Tracce
1. Violet Vortex (Intro) – 1:54
2. Ride – 4:47
3. Enter the Worms – 6:07
4. Midnight Mountain – 4:55
5. Fountain of Innocence – 7:12
6. Grim Luxuria – 4:47
7. Jaded Entity – 7:53
8. Ashes You Leave – 6:21
9. Phantasmagoria – 8:42
10. Imprisoned in Flesh – 1:44

## Tracce bonus
1. Sky Lifter
2. A Funeral Request (rimasterizzata)

## Formazione
- Garry Jennings – chitarra, basso
- Lee Dorrian – voce
- Mark Wharton – batteria, percussioni
- Adam Lehan – chitarra